# كريستوس تابوتوس
كريستوس تابوتوس (باليونانية: Χρήστος Ταπούτος)‏ مواليد 21 سبتمبر 1982 في سالونيك، هو لاعب كرة سلة يوناني. بدأ مسيرته الاحترافية في سنة 1999. يلعب في الدوري اليوناني لكرة السلة. يحمل الرقم 7. يبلغ طوله 6 قدم 9 بوصة (2.1 م).

## المسيرة الاحترافية
لعب مع نادي إيه إي كي لكرة السلة من سنة 2001 إلى 2004، ثم لعب مع نادي بانيونيس لكرة السلة في موسم 2005–2006، ثم لعب مع نادي أريس لكرة السلة من سنة 2010 إلى 2012.

## الإنجازات
- الدوري اليوناني لكرة السلة : (2002)

## روابط خارجية
- كريستوس تابوتوس على موقع الاتحاد الدولي لكرة السلة (الإنجليزية)
- كريستوس تابوتوس على موقع الدوري الأوروبي لكرة السلة (الإنجليزية)
- كريستوس تابوتوس على موقع كرة السلة الأوروبية.كوم (الإنجليزية)
- كريستوس تابوتوس على موقع ريلجم (الإنجليزية)
- كريستوس تابوتوس على موقع بروبوليرز (الإنجليزية)
- كريستوس تابوتوس على موقع سبورتس رفرنس (الإنجليزية)